# Stadion Agrykola
Stadion Agrykola – wielofunkcyjny stadion w Warszawie. 

## Historia
Obiekt został otwarty w 1912. Może pomieścić 1000 widzów. W okresie międzywojennym na stadionie wielokrotnie odbywały się lekkoatletyczne Mistrzostwa Polski, cztery spotkania towarzyskie rozegrała tutaj również piłkarska reprezentacja Polski.
W latach 1911–1928 na stadionie rozgrywała swoje mecze drużyna Polonii Warszawa, 1917–1930 drużyna Legii Warszawa, a 1921–1932 zespół Warszawianki. 2000–2013 na stadionie rozgrywano finał pucharu Z podwórka na Stadion o Puchar Tymbarku.
Stadion jest użytkowany przez klub Agrykola Warszawa.

## Mecze reprezentacji Polski w piłce nożnej[5]
| Nr | Rodzaj rozgrywek | Data spotkania   | Rywal reprezentacji Polski | Frekwencja | Wynik meczu | Strzelcy bramek |
| -- | ---------------- | ---------------- | -------------------------- | ---------- | ----------- | --- |
| 1  | Mecz towarzyski  | 10 czerwca 1924  | Stany Zjednoczone          | 8 000      | 2:3         | Stanisław Czulak 6', Zygmunt Chruściński 32' – Herb Wells 3', Andy Stradan 30', 47'                                   |
| 2  | Mecz towarzyski  | 10 sierpnia 1924 | Finlandia                  | bd.        | 1:0         | Henryk Reyman 59' |
| 3  | Mecz towarzyski  | 4 lipca 1926     | Estonia                    | 5 000      | 2:0         | Józef Sobota 13', Aleksander Tupalski 68'                                                                             |
| 4  | Mecz towarzyski  | 10 czerwca 1928  | Stany Zjednoczone          | 10 000     | 3:3         | Wacław Kuchar 12', 78', Zygmunt Steuermann 89' (k.) – Francis Ryan 59' (k.), James Gallagher 64', Henry O’Carroll 74' |

## Dodatkowy mecz o mistrzostwo Polski w piłce nożnej w 1923 roku
| 4 listopada 1923 14:00 | Pogoń Lwów · Wa. Kuchar 44' · Garbień 118' | 2 : 1 pd.(1:0, 1:1)Raport | Wisła Kraków · 46' Reyman · (lub W. Kowalski) | Boisko w Parku Sobieskiego na Agrykoli, Warszawa Widzów: 5 000 Sędzia: Artur Marczewski (Łódź) |
|                        |                                            |                           |                                               |                                                                                                |